# Ingen siger farvel, men alle forsvinder
Ingen siger farvel, men alle forsvinder er en dansk kortfilm fra 2019 instrueret af Jonas Risvig.

## Handling
22-årige Jeppe lider af autisme og arbejder i en campingbutik i hans fødeby Silkeborg. Alt virker kaotisk, når en kollega beslutter at ændre alle systemer i butikken. Men når bypigen Mynthe og hendes to veninder tjekker ind på campingpladsen, kan Jeppe ikke koncentrere sig om andet end fascinationen over denne besynderlige pige.

## Medvirkende
- Viktor Medom, Jeppe
- Marie Boda, Mynthe
- Laura Bach, Mona
- Roberta Reichhardt, Naja
- Marie Reuther, Anna
- Thomas Kristian Bek, Sebastian
- Elias Munk, Mikkel
- Tue Lunding, Lasse
- Rasmus Hammerich, Lars